# Коринтија (округ)
Округ Коринтија је округ у периферији Пелопонез и историјској покрајини Пелопонез у средишњем делу Грчке. Управно средиште округа је град Коринт. Важан је и град Кијато.
Округ Коринтија је успостављен 2011. године на месту некадашње префектуре, која је имала исти назив, обухват и границе.

## Порекло имена
Назив округа недвосмислено упућује на старогрчки полис Коринт, чији се остаци налазе на овом месту. Поред овог назива још низ географских појмова у окружењу носи ово име (погледати вишезначну одредницу: Коринт).

## Природне одлике
Округ Коринтија је смештен на два значајна грчка полуострва: већим делом наПелопонезу, а мањим на Атици. Округ излази на делове два мора: на северу на Коринтски залив Јонског мора, а на истоку на Саронски залив Егејског мора. Копнене границе округ има ка западу, југу и североистоку. Са запада округ Коринтија се граничи са округом Ахаја, са југа са окрузима Аркадија и Арголида, а са североистока са округом Западна Атика.
Најважнији део округа Коринтија је средишњи, област Коринтског земљоуза, који је равничарски и отворен ка мору са југа и севера. То је развијено пољопривредно подручје. Западни део округа је брдско-планински, мада га чине ниже и питомије планине. Најважнија планина је Килини. Крајњи исток такође је планинског карактера (планина Геранија. Пошумљеност је углавном везана за средишњи планински појас, али постоје и шуме у приморју. Током пожара последњих година страдало много површина под шумом.
Клима у округу Коринтија је у приморским деловима средоземна, док у планинским крајевима због знатне висине она прелази у оштрију планинску варијанту.

## Историја
Област округа Коринтија била је једна од најважнијих у доба старе Грчке. Она је највише везана за полис и град Коринт, један од најважнијих у то доба. Још већи значај овај града био је у хеленистичко доба после пропасти велике државе Александра Македонског, када овај град постаје једно од средишта тадашњег грчког простора. Значај града може се видети и из тога што се пад тадашње Грчке под власт старог Рима означава падом Коринта 146. п. н. е. Касније ово подручје бива прикључено Византији, у 13. веку освајају је Крсташи, да би средином 15. века подручје Коринта постало део отоманског царства. Под њима ће остати до савременог доба.
1821. г. ово подручје било је једно од првих која су узела учешће у Грчком Устанку. Одмах по успостављању државе Грчке образована је и велика префектура Арголидокоринтија, која је подељена на две засебне јединице 1949. г. После Грчко-турског рата 1923. г. на ово подручје се доселило много грчких пребеглица из Мале Азије. Последњих деценија некадашња префектура, а данас округ Коринтија се нашао у веома повољном положају, пре свега захваљујући добрим везама оближњом Атином (око 80 км). Због тога је она осавремењен, али је то било успорено прилично бројним шумским пожарима.

## Становништво
Главно становништво префектуре Коринт су Грци. Доминира градско становништво. Највећи део становништва живи у градском подручју великог Коринта (око 1/3 обласног становништва). Значајан град је и Киато у северном делу префектуре.
По последњим проценама из 2005. године округ Коринтија је имао око 160.000 становника, од чега 1/3 живи у седишту округа, граду Коринту.
Етнички састав: Главно становништво округа су Грци, а званично признатих историјских мањина нема. И поред тога у округу живи заједница Рома.
Густина насељености је око 70 ст./км², што је нешто мање од просека Грчке (око 80 ст./км²). Равничарско подручје око Коринта и приобални појас су значајно гушће насељени, док је удаљеније планинско подручје на западу готово пусто.

## Управна подела и насеља
Округ Коринтија се дели на 6 општина:
1. Вело–Вока
2. Коринт
3. Ксилокастро–Евростина
4. Монемвасија
5. Лутраки–Аји Теодори
6. Немеа
7. Сикиона

Коринт је седиште округа и највећи град. Поре тога, велики град (> 10.000 ст.) у округу је и Кијато.

## Привреда
Округ Коринтија је једна од привредно развијених префектура Грчке. Пољопривреда је традиционално развијена, а данас је она везана за тржиште оближње Атине. Гаје се воће и поврће (посебно парадајз) у низинама и маслине у вишим деловима. У околини града Коринта развијена је индустрија, а у приморском делу око њега постоје бројна туристичка одредишта.